# 第2回参議院議員通常選挙
第2回参議院議員通常選挙（だい2かいさんぎいんぎいんつうじょうせんきょ）は、1950年（昭和25年）6月4日に日本で行われた国会（参議院）議員の選挙である。

## 概要
第1回参議院議員通常選挙によって選出された参議院議員は日本国憲法第102条の定めにより全議員のうち半数の任期を3年とした。この任期3年とされた議席を対象とした選挙である。
なお、日本共産党から全国区で出馬した高倉輝は、得票は45位で当選圏内であったものの、選挙翌日に公職追放で当選無効とされた。

## 選挙データ

### 内閣
- 第3次吉田茂内閣（第49代）

### 公示日
- 1950年（昭和25年）5月2日

### 投票日
- 1950年（昭和25年）6月4日

### 改選数
北海道選挙区が欠員補充1。合併選挙による補充分（任期3年）を加え、改選数は5となる。
全国区が欠員補充6。合併選挙による補充分（任期3年）を加え、改選数は56となる。
- 125（）＋7
  - 地方区：75（）＋1（欠員補充）
  - 全国区：50（）＋6（欠員補充）

| 北海道 4＋1 青森 1 岩手 1 宮城 1 秋田 1 山形 1 福島 2 茨城 2 栃木 2 群馬 2 埼玉 2 千葉 2 東京 4 神奈川 2 新潟 2 富山 1 石川 1 福井 1 山梨 1 長野 2 岐阜 1 静岡 2 愛知 3 三重 1 滋賀 1 京都 2 大阪 3 兵庫 3 奈良 1 和歌山 1 鳥取 1 島根 1 岡山 2 広島 2 山口 1 徳島 1 高知 1 香川 1 愛媛 1 福岡 3 佐賀 1 長崎 1 熊本 2 大分 1 宮崎 1 鹿児島 2 |

### 選挙制度
- 地方区
  - 小選挙区制：25
    - 02人区（1人改選）：25

  - 中選挙区制：21
    - 04人区（2人改選）：15
    - 06人区（3人改選）：04（愛知県、大阪府、兵庫県、福岡県）
    - 08人区（4人改選）：01（東京都）
    - 08人区（5人改選）：01（北海道）※ 欠員補充1
- 全国区
  - 大選挙区制：1（）※ 欠員補充6

投票方法
秘密投票、単記投票、2票制（地方区・全国区）
選挙権
満20歳以上の日本国民
被選挙権
満30歳以上の日本国民
有権者数
43,461,371（男性：20,762,502 女性：22,698,869）

## 選挙活動
立候補者数
252

## 選挙結果

### 党派別獲得議席
| 政党                                   | 政党                     | 政党                     | 議席数   | 増減     | 地方区     | 地方区     | 地方区 | 全国区    | 全国区     | 全国区 | 公示前 | 非改選 | 議席計 |
| 政党                                   | 政党                     | 政党                     | 議席数   | 増減     | 議席数     | 得票数     | 得票率 | 議席数    | 得票数     | 得票率 | 公示前 | 非改選 | 議席計 |
| -------------------------------------- | ------------------------ | ------------------------ | -------- | -------- | ---------- | ---------- | ------ | --------- | ---------- | ------ | ------ | ------ | ------ |
|                                        | 与党                     | 与党                     | 61       | 005      | 37         | 12,188,571 | 42.02% | 24        | 11,792,147 | 42.13% | 66     | 65     | 126    |
|                                        | 自由党                   | 52                       | 015      | 34       | 10,414,995 | 35.91%     | 18     | 8,131,756 | 29.05%     | 37     | 24     | 76     |        |
|                                        | 緑風会                   | 9                        | 020      | 3        | 1,773,576  | 6.11%      | 6      | 3,660,391 | 13.08%     | 29     | 41     | 50     |        |
|                                        | 野党・無所属             | 野党・無所属             | 71       | 014      | 39         | 16,816,368 | 57.98% | 32        | 16,201,246 | 57.87% | 57     | 53     | 124    |
|                                        | 日本社会党               | 36                       | 018      | 21       | 7,316,808  | 25.23%     | 15     | 4,854,629 | 17.34%     | 18     | 25     | 61     |        |
|                                        | 国民民主党               | 9                        | 011      | 8        | 2,966,011  | 7.12%      | 1      | 1,368,783 | 4.89%      | 20     | 20     | 29     |        |
|                                        | 日本共産党               | 2                        | 001      | 0        | 1,637,451  | 5.65%      | 2      | 1,333,872 | 4.76%      | 3      | 2      | 4      |        |
|                                        | 労働者農民党             | 2                        | 003      | 1        | 471,649    | 1.63%      | 1      | 200,066   | 0.71%      | 5      | 3      | 5      |        |
|                                        | 諸派                     | 3                        | 増減なし | 2        | 958,493    | 3.30%      | 1      | 629,370   | 2.25%      | 3      | 0      | 3      |        |
|                                        | 無所属                   | 19                       | 011      | 7        | 3,465,956  | 11.95%     | 12     | 7,632,526 | 27.27%     | 8      | 3      | 22     |        |
|                                        | 欠員                     | 欠員                     | 0        | 009      | 1          | -          | -      | 6         | -          | -      | 2      | 7      | 0      |
| 総計                                   | 総計                     | 総計                     | 132      | 増減なし | 76         | 29,004,939 | 100.0% | 56        | 27,993,393 | 100.0% | 125    | 125    | 250    |
| 有効票数（有効率）                     | 有効票数（有効率）       | 有効票数（有効率）       | -        | -        | -          | 29,004,939 | 92.44% | -         | 27,993,393 | 89.22% | -      | -      | -      |
| 無効票・白票数（無効率）               | 無効票・白票数（無効率） | 無効票・白票数（無効率） | -        | -        | -          | 2,371,573  | 7.56%  | -         | 3,382,542  | 10.78% | -      | -      | -      |
| 投票者数（投票率）                     | 投票者数（投票率）       | 投票者数（投票率）       | -        | -        | -          | 31,376,512 | 72.19% | -         | 31,375,935 | 72.19% | -      | -      | -      |
| 棄権者数（棄権率）                     | 棄権者数（棄権率）       | 棄権者数（棄権率）       | -        | -        | -          | 12,084,859 | 27.81% | -         | 12,085,436 | 27.81% | -      | -      | -      |
| 有権者数                               | 有権者数                 | 有権者数                 | -        | -        | -          | 43,461,371 | 100.0% | -         | 43,461,371 | 100.0% | -      | -      | -      |
| 出典：主要政党の変遷と国会内勢力の推移 |                          |                          |          |          |            |            |        |           |            |        |        |        |        |

地方区投票率：72.19%（前回比： 11.07%）
【 男性：78.16%（前回比： 9.56%）　女性：66.74%（前回比： 12.50%）】
全国区投票率：72.19%（前回比： 11.26%）
【 男性：78.16%（前回比： 9.72%） 　女性：66.74%（前回比： 12.71%）】

### 党派別当選者内訳
| 党派                   | 計  | 内訳 | 内訳 | 内訳 | 男性 | 女性 |
| 党派                   | 計  | 前   | 元   | 新   | 男性 | 女性 |
| ---------------------- | --- | ---- | ---- | ---- | ---- | ---- |
| 自由党                 | 52  | 20   | 0    | 32   | 52   | 0    |
| 日本社会党             | 36  | 6    | 0    | 30   | 33   | 3    |
| 緑風会                 | 9   | 3    | 0    | 6    | 6    | 0    |
| 国民民主党             | 9   | 3    | 0    | 6    | 4    | 2    |
| 日本共産党             | 2   | 1    | 0    | 1    | 2    | 0    |
| 労働者農民党           | 2   | 2    | 0    | 0    | 2    | 0    |
| 諸派                   | 3   | 0    | 0    | 3    | 3    | 0    |
| 無所属                 | 19  | 3    | 0    | 16   | 16   | 0    |
| 合計                   | 132 | 38   | 0    | 94   | 127  | 5    |
| 出典：『朝日選挙大観』 |     |      |      |      |      |      |

## 政党
| 自由党：52議席（76議席） 総裁：吉田茂 幹事長 ：広川弘禅 総務会長 ：星島二郎 政務調査会長 ：佐藤栄作 参議院議員会長：大野木秀次郎 | 緑風会：9議席（50議席） 議員総会議長：徳川宗敬 |                                                                         |
| 日本社会党：36議席（61議席） 中央執行委員長：（不在） 書記長 ：浅沼稲次郎 政策審議会長 ：水谷長三郎 国会対策委員長：安井吉典     | 国民民主党：9議席（29議席） 最高委員長：苫米地義三 最高委員 ：北村徳太郎 鬼丸義斉 櫻内辰郎 楢橋渡 三木武夫 岡田勢一 幹事長 ：千葉三郎 総務委員会長：木下栄 政務調査会長：北村徳太郎 | 日本共産党：2議席（4議席） 書記長：徳田球一 政治局員：志賀義雄 野坂参三 |
| 労働者農民党：2議席（5議席） 主席：黒田寿男                                                                                      | |                                                                         |

諸派：3議席（3議席）
- 3議席（1団体）

農民協同党：東隆、松浦定義（いずれも北海道）、石川清一（全国区）

## 当選者

### 地方区当選者
自由党   日本社会党   緑風会   国民民主党   農民協同党   労働者農民党   無所属 
| 改選定数3以上 | 改選定数3以上 | 改選定数3以上 | 改選定数3以上 | 改選定数3以上 | 改選定数3以上 |
| ------------- | ------------- | ------------- | ------------- | ------------- | ------------- |
| 北海道        | 木下源吾      | 東隆          | 若木勝蔵      | 松浦定義      | 有馬英二      |
| 東京都        | 安井謙        | 重盛寿治      | 堀真琴        | 深川タマヱ    |               |
| 愛知県        | 成瀬幡治      | 山本米治      | 草葉隆円      |               |               |
| 大阪府        | 大屋晋三      | 村尾重雄      | 左藤義詮      |               |               |
| 兵庫県        | 松浦清一      | 山縣勝見      | 赤木正雄      |               |               |
| 福岡県        | 小松正雄      | 団伊能        | 西田隆男      |               |               |

| 改選定数2 | 改選定数2    | 改選定数2 | 改選定数2 | 改選定数2    | 改選定数2  | 改選定数2 | 改選定数2 | 改選定数2    |
| --------- | ------------ | --------- | --------- | ------------ | ---------- | --------- | --------- | ------------ |
| 福島県    | 橋本萬右衛門 | 木村守江  | 茨城県    | 郡祐一       | 菊田七平   | 栃木県    | 相馬助治  | 植竹春彦     |
| 群馬県    | 飯島連次郎   | 鈴木強平  | 埼玉県    | 松永義雄     | 上原正吉   | 千葉県    | 土屋俊三  | 加納金助     |
| 神奈川県  | 曽祢益       | 石村幸作  | 新潟県    | 北村一男     | 清沢俊英   | 長野県    | 棚橋小虎  | 池田宇右衛門 |
| 静岡県    | 平岡市三     | 河井弥八  | 京都府    | 大野木秀次郎 | 大山郁夫   | 岡山県    | 江田三郎  | 加藤武徳     |
| 広島県    | 山田節男     | 仁田竹一  | 熊本県    | 深水六郎     | 谷口弥三郎 | 鹿児島県  | 佐多忠隆  | 島津忠彦     |

| 改選定数1 | 改選定数1 | 改選定数1 | 改選定数1  | 改選定数1 | 改選定数1  | 改選定数1 | 改選定数1  | 改選定数1 | 改選定数1  |
| --------- | --------- | --------- | ---------- | --------- | ---------- | --------- | ---------- | --------- | ---------- |
| 青森県    | 工藤鉄男  | 岩手県    | 千田正     | 宮城県    | 高橋進太郎 | 秋田県    | 長谷山行毅 | 山形県    | 小林亦治   |
| 山梨県    | 平林太一  | 富山県    | 尾山三郎   | 石川県    | 中川幸平   | 福井県    | 堂森芳夫   | 岐阜県    | 古池信三   |
| 三重県    | 前田穣    | 滋賀県    | 西川甚五郎 | 奈良県    | 新谷寅三郎 | 和歌山県  | 永井純一郎 | 鳥取県    | 中田吉雄   |
| 島根県    | 桜内義雄  | 山口県    | 中川以良   | 徳島県    | 紅露みつ   | 香川県    | 森崎隆     | 愛媛県    | 三橋八次郎 |
| 高知県    | 入交太蔵  | 佐賀県    | 杉原荒太   | 長崎県    | 秋山俊一郎 | 大分県    | 一松政二   | 宮崎県    | 三輪貞治   |

#### 補欠当選
| 年   | 月日  | 選挙区 | 新旧別 | 当選者     | 所属党派   | 欠員         | 所属党派   | 欠員事由       |
| ---- | ----- | ------ | ------ | ---------- | ---------- | ------------ | ---------- | -------------- |
| 1950 | 12.13 | 千葉県 | 新     | 片岡文重   | 日本社会党 | 土屋俊三     | 自由党     | 1950.11.6死去  |
| 1951 | 2.12  | 福島県 | 新     | 松平勇雄   | 自由党     | 橋本萬右衛門 | 自由党     | 1950.12.27死去 |
| 1951 | 11.16 | 富山県 | 新     | 館哲二     | 無所属     | 尾山三郎     | 無所属     | 1951.10.3死去  |
| 1952 | 5.6   | 静岡県 | 新     | 石黒忠篤   | 緑風会     | 平岡市三     | 自由党     | 1952.3.20死去  |
| 1953 | 7.30  | 青森県 | 新     | 笹森順造   | 改進党     | 工藤鉄男     | 自由党     | 1953.6.16死去  |
| 1954 | 1.20  | 千葉県 | 新     | 伊能繁次郎 | 自由党     | 加納金助     | 自由党     | 1953.12.5死去  |
| 1955 | 3.10  | 福井県 | 新     | 小幡治和   | 無所属     | 堂森芳夫     | 日本社会党 | 辞職           |
| 1955 | 3.17  | 福岡県 | 新     | 山本経勝   | 日本社会党 | 團伊能       | 自由党     | 辞職           |
| 1955 | 5.15  | 新潟県 | 新     | 小柳牧衛   | 日本民主党 | 北村一男     | 自由党     | 辞職           |
| 1955 | 6.5   | 埼玉県 | 新     | 遠藤柳作   | 無所属     | 松永義雄     | 日本社会党 | 1955.4.14死去  |
| 1955 | 8.7   | 三重県 | 新     | 斎藤昇     | 無所属     | 前田穣       | 無所属     | 1955.6.28死去  |
| 1956 | 1.15  | 京都府 | 新     | 小西英雄   | 自由民主党 | 大山郁夫     | 無所属     | 1955.11.30死去 |

### 全国区当選者
自由党   日本社会党   緑風会   国民民主党   農民協同党   日本共産党   労働者農民党   無所属 
| 1-10  | 山川良一 | 高木正夫 | 加藤正人   | 杉山昌作   | 岩沢忠恭   | 加藤シヅエ | 泉山三六 | 荒木正三郎   | 大谷瑩潤 | 長島銀蔵   |
| 11-20 | 菊川孝夫 | 三浦辰雄 | 常岡一郎   | 野田卯一   | 高橋道男   | 滝井治三郎 | 岡田信次 | 一松定吉     | 野溝勝   | 内村清次   |
| 21-30 | 平井太郎 | 藤原道子 | 栗山良夫   | 溝口三郎   | 石川清一   | 愛知揆一   | 上条愛一 | 小笠原二三男 | 松原一彦 | 小酒井義男 |
| 31-40 | 片柳真吉 | 宮本邦彦 | 重宗雄三   | 堀木鎌三   | 高田なほ子 | 羽仁五郎   | 松本昇   | 大矢半次郎   | 石川栄一 | 矢嶋三義   |
| 41-50 | 小野義夫 | 小林政夫 | 鈴木文四郎 | 白波瀬米吉 | 小林孝平   | 田中一     | 須藤五郎 | 木村禧八郎   | 細川嘉六 | 森八三一   |

- 補欠当選（任期3年） - 第1回で選出された柳川宗左衛門、松本治一郎、田中耕太郎、東浦庄治、慶松勝左衛門、荒井八郎の欠員による。

| 51-56 | 中山寿彦 | 小川久義 | 鈴木恭一 | 椿繁夫 | 山花秀雄 | 寺尾豊 |

## 議員
○：貴族院議員経験者
●：衆議院議員経験者
※：補欠当選者（任期3年）

### 初当選
計94名
自由党
33名
- 工藤鉄男　（青森）●
- 高橋進太郎（宮城）
- 長谷山行毅（秋田）
- 木村守江　（福島）
- 郡祐一　　（茨城）
- 上原正吉　（埼玉）
- 土屋俊三　（千葉）

- 加納金助　（千葉）
- 石村幸作　（神奈川）
- 安井謙　　（東京）
- 古池信三　（岐阜）
- 山本米治　（愛知）
- 山縣勝見　（兵庫）
- 加藤武徳　（岡山）

- 仁田竹一　（広島）
- 杉原荒太　（佐賀）
- 秋山俊一郎（長崎）
- 岩沢忠恭　（全国）
- 泉山三六　（全国）●
- 大谷瑩潤　（全国）●
- 長島銀蔵　（全国）○

- 野田卯一　（全国）
- 滝井治三郎（全国）
- 岡田信次　（全国）
- 平井太郎　（全国）
- 愛知揆一　（全国）
- 宮本邦彦　（全国）

- 松本昇　　（全国）
- 大矢半次郎（全国）
- 石川栄一　（全国）
- 小野義夫　（全国）
- 白波瀬米吉（全国）
- 鈴木恭一　（全国）※

日本社会党
30名
- 小林亦治　（山形）
- 相馬助治　（栃木）●
- 松永義雄　（埼玉）●
- 曽祢益　　（神奈川）
- 重盛寿治　（東京）
- 清沢俊英　（新潟）●

- 堂森芳夫　（福井）●
- 棚橋小虎　（岐阜）●
- 成瀬幡治　（愛知）
- 松浦清一　（兵庫）
- 中田吉雄　（鳥取）
- 江田三郎　（岡山）

- 森崎隆　　（香川）
- 三橋八次郎（愛媛）
- 小松正雄　（福岡）
- 三輪貞治　（宮崎）
- 佐多忠隆　（鹿児島）
- 荒木正三郎（全国）

- 加藤シヅエ（全国）●
- 菊川孝夫　（全国）
- 野溝勝　　（全国）●
- 藤原道子　（全国）●
- 上条愛一　（全国）
- 小笠原二三男（全国）

- 小酒井義男（全国）
- 高田なほ子（全国）
- 小林孝平　（全国）
- 田中一　　（全国）
- 椿繁夫　　（全国）※
- 山花秀雄　（全国）●※

緑風会
6名
- 常岡一郎　（全国）
- 高橋道男　（全国）
- 溝口三郎　（全国）
- 片柳真吉　（全国）
- 小林政夫　（全国）
- 鈴木文四郎（全国）

国民民主党
6名
- 鈴木強平　（群馬）●
- 菊田七平　（茨城）
- 桜内義雄　（島根）●
- 西田隆男　（福岡）●
- 一松定吉　（全国）●
- 有馬英二　（北海道）●※

日本共産党
1名
- 須藤五郎　（全国）

諸派
3名
- 東隆　　　（北海道）●
- 松浦定義　（北海道）
- 石川清一　（全国）

無所属
16名
- 飯島連次郎
- 大山郁夫●
- 小野義夫
- 尾山三郎
- 加藤正人

- 杉山昌作
- 高木正夫
- 永井純一郎
- 平林太一
- 堀木鎌三

- 前田穣
- 松原一彦●
- 三浦辰雄
- 森八三一
- 矢嶋三義

- 山川良一

### 引退・不出馬
計24名
自由党
5名
- 今泉政喜
- 大隅憲二
- 田口政五郎
- 玉屋喜章
- 西川昌夫

日本社会党
4名
- 中平常太郎
- 浜田寅蔵
- 藤枝昭信
- 松下松治郎

緑風会
8名
- 飯田精太郎
- 鎌田逸郎
- 佐伯卯四郎
- 藤井丙午
- 穂積真六郎
- 町村敬貴
- 三島通陽
- 渡辺甚吉

国民民主党
5名
- 石川一衛
- 奥主一郎
- 鈴木憲一
- 田中信儀
- 米倉龍也

無所属
2名
- 丹羽五郎
- 平野成子

### 落選
計58名
自由党
12名
- 浅岡信夫
- 岩本月洲
- 岡田喜久治
- 尾形六郎兵衛
- 小野光洋

- 加藤常太郎
- 小林米三郎
- 遠山丙市
- 藤井新一
- 松嶋喜作

- 松野喜内
- 水久保甚作

日本社会党
8名
- 天田勝正
- 大畠農夫雄
- 河野正夫
- 椎井康雄
- 島田千寿
- 田中利勝
- 塚本重蔵
- 姫井伊介

緑風会
18名
- 阿竹斎次郎
- 安部定
- 市来乙彦
- 宇都宮登
- 江熊哲翁

- 大山安
- 岡元義人
- 来馬琢道
- 小杉イ子
- 下条康麿

- 宿谷栄一
- 玉置吉之丞
- 寺尾博
- 帆足計
- 北条秀一

- 松井道夫
- 松村真一郎
- 矢野酉雄

国民民主党
12名
- 浅井一郎
- 石川準吉
- 伊東隆治
- 門屋盛一
- 国井淳一

- 木檜三四郎
- 小畑哲夫
- 小林勝馬
- 鈴木順一
- 高橋啓

- 仲子隆
- 平野善治郎

労働者農民党
3名
- 池田恒雄
- 太田敏兄
- 星野芳樹

日本共産党
2名
- 板野勝次
- 中野重治

無所属
3名
- 安達良助
- 川上嘉
- 藤田芳雄